# 藤原帯子
藤原 帯子（ふじわら の たらしこ/おびこ、生年不詳 - 延暦13年5月27日（794年6月28日））は、奈良時代の女性貴族。平城天皇の贈皇后（生前は皇太子妃）。父は藤原百川、母は藤原諸姉（藤原良継の娘）。藤原旅子（桓武天皇夫人、贈皇太后、淳和天皇母）の同母妹。

## 生涯
皇太子であった安殿親王（後の平城天皇）の妃となるも、平安遷都に当る延暦13年（794年）病没する。子女は無し。木蓮子院（いたびいん・長岡京内邸宅）へ運ばれるとすぐに死去したという。大同元年6月9日（806年6月28日）、平城天皇の即位におよび、皇后位を追贈されている。平城天皇はその後、誰も皇后にすることはなかった。